# Cenes de la Vega
Cenes de la Vega ist eine Gemeinde, die nur wenige Kilometer östlich der Provinzhauptstadt Granada in Spanien liegt. Cenes de la Vega befindet sich an der Landstraße, die zur Sierra Nevada hinaufführt, sowie am Fluss Genil.

## Geschichte
Schriftlichen Quellen zufolge wurde der Ort im März 1572 zur Gemeinde erklärt. Die Gründung liegt jedoch weiter in der Vergangenheit und fand schon zur Zeit der arabischen Herrschaft statt. Damals war Cenes de la Vega ein Teil des Rings um die Stadt Granada, der als La Campana (deutsch: „die Glocke“) bekannt war. Dieser Name rührt daher, weil innerhalb dieses Rings die Glocke des Turms Torre de la Vela von der Alhambra zu hören war. Während Bauarbeiten im „Venta“-Viertel von Cenes de la Vega fand man eine Reihe von Gräbern, die noch aus jener Epoche stammen.
Ab Mitte der 1970er Jahre erfuhr der Ort ein sehr starkes Wachstum und verwandelte sich aufgrund der unmittelbaren Nähe zu Granada allmählich in eine Schlafstadt und ein Territorium für Wochenendhäuser.

## Kultur
- Organ Jazz: Ein im östlichen Andalusien bekannter Jazz-Verein, der im Jahr 2005 gegründet wurde. Live-Musik jeden Freitag sowie Samstage, im ersten Stock ist ein kleines Museum eingerichtet.
- Ruta del Veleta: Sehr bekanntes Restaurant mit lokalen Speisen in der Provinz Granada.
- Centro de Equitación Sierra Nevada: Namhafte Reitsportschule in Andalusien.
- Parque Acuático Aquaola: Ältestes Erlebnisschwimmbad der Provinz Granada.
- Darüber hinaus ist Cenes de la Vega auch als ein wichtiger Anlaufpunkt für den Gleitschirmsport und andere Luftsportarten.